# Spähpanzer Ru 251
Lo Spähpanzer Ru 251 è stato un carro armato leggero sviluppato su iniziativa del governo  Germania Ovest, armato con un cannone da 90 mm, e rimasto allo stadio di prototipo.

## Storia
Il carro armato leggero Spähpanzer Ru 251 fu sviluppato all'inizio degli anni sessanta del XX secolo esclusivamente come mezzo da ricognizione. Esso era destinato a sostituire gli oramai obsoleti carri M41 Walker Bulldog di fabbricazione statunitense, utilizzato dai battaglioni di ricognizione armata della Bundeswehr.
Nel 1960 la Hanomag avviò il programma di sviluppo del nuovo veicolo, designato Spähpanzer Ru 251. Era importante che il nuovo carro armato avesse un'eccellente mobilità e una potenza di fuoco sufficiente per contrastare i carri armati standard dell'Unione Sovietica, il T-54/55 e il T-62.
Il Ru 251 fu sviluppato sulla base del semovente controcarro Kanonenjagdpanzer 4-5 e ne condivideva alcuni componenti, ma lo scafo era più lungo. Il veicolo era dotato di una torretta girevole fusa, simile alla versione con torretta del prototipo tedesco Europanzer. L'armamento consisteva in un cannone Rheinmetall BK 90 DM1 da 90 mm, versione tedesca del cannone americano M36 da 90/40 mm utilizzato dal carro M47 Patton II. L'armamento secondario era composto da 1 mitragliatrice MG3A calibro 7,62 mm. Il mezzo era lungo 6 m, largo 3,2 m e altro 2,49 m, e pesava  25,5 t. La corazzatura dello scafo raggiungeva uno spessore di 25, 20 e 8 mm, mentre quella della torretta di 20 mm su tutti i lati. La propulsione era assicurata da un motore Daimler-Benz MB 837 A a 6 cilindri a V, raffreddati a liquid, erogante la potenza di 650 CV (358 kW). Le sospensioni erano di tipo idropneumatico. L'equipaggio era composto da 4 persone, comandante, autista, mitragliere e caricatore.
Nel 1963 venne realizzato il primo prototipo a cura della Henschel & Sohn, presumibilmente seguito da un altro nel 1964. Pur dotato di una mobilità e di una potenza di fuoco notevoli, il Ru 251 risultava privo di una corazzatura adeguata contro i proiettili dei carri armati sovietici. Nel 1964, il primo prototipo fu sottoposto a intensivi test operativi (test di mobilità, capacità del carro armato di muoversi su terreni difficili, ecc.), ma contemporaneamente si stava preparando per la produzione in serie il carro armato da combattimento principale, il Leopard 1, dotato di cannone Vickers L7A-1 da 105 mm. La Bundeswehr decise di non acquistare lo RU 251 e di introdurre in sua vece il Leopard 1 nella forza corazzata da ricognizione. Esiste un esemplare, la cui ubicazione è attualmente sconosciuta.